# Manuel De Iriondo
Manuel Ignacio De Iriondo (Santa Fe, 6 maggio 1993) è un calciatore argentino, centrocampista del Krasava ENY Ypsōnas.

## Caratteristiche tecniche
È un centrocampista centrale.

## Carriera
Cresciuto nelle giovanili dell'Atlético de Rafaela, debutta in prima squadra il 19 giugno 2013 partendo dal primo minuto nell'ottavo di finale di Copa Argentina perso per 3-0 contro il San Lorenzo e venendo espulso al 78'.
Nel 2014 viene ceduto a titolo definitivo all'Unión de Santa Fe.